# عوسجلي صغير
مدنة صغير قرية سوريّة تتبع إداريّاً لمحافظة حلب منطقة منبج ناحية مركز منبج، بلغ تعداد سكانها 1,093 نسمة حسب التعداد السكاني لعام 2004.